# کالینوفکا (داغستان)
کالینوفکا (به لاتین: Kalinovka) یک منطقهٔ مسکونی در روسیه است که در داغستان واقع شده‌است.